# Oh My Girl
Oh My Girl (кор. 오마이걸, также стилизуется как OH!MYGIRL или OMG) — южнокорейская гёрл-группа, созданная WM Entertainment. Девушки дебютировали 21 апреля 2015 года с одноимённым мини-альбомом. Группа состоит из 6 участниц: Хёчжон, Мими, Юа, Сынхи, Юбин и Арин.
ДжинИ покинула группу 30 октября 2017 года и Джихо покинула группу 9 мая 2022 года по истечении контракта.

## История

### 2015: Дебют сOh My GirlиCloser

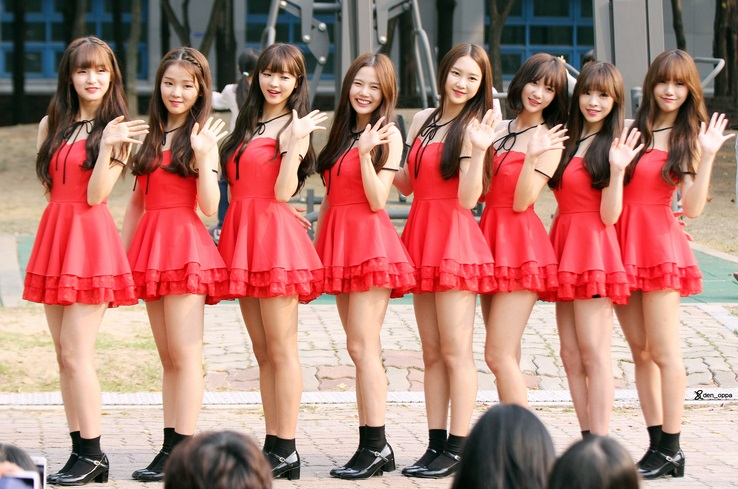
Oh My Girl на Inkigayo в октябре 2015

Oh My Girl были представлены как сестринская группа коллег по лейблу B1A4. 29 марта 2015 года были представлены первые фото-тизеры всех восьми участниц группы. 20 апреля группа выпустила свой первый мини-альбом Oh My Girl и клип на заглавную песню «Cupid». В тот же день девушки провели дебютный шоукейс. Oh My Girl официально дебютировали 21 апреля на музыкальном шоу The Show канала SBS MTV.
7 октября группа выпустила второй мини-альбом Closer и клип на одноимённую заглавную песню.
11 декабря группа вылетела в США для фотосессии и выступления в Лос-Анджелесе, которое должно было состояться 12 декабря. Девушки не смогли пройти таможню, чтобы въехать на территорию США. Менеджеры группы утверждали, что на таможне девушек приняли за несовершеннолетних проституток, из-за их реквизита, состоявшего из костюмов, специально подобранных для выступления на определённом шоу; девушек задержали на 15 часов. Официальные представители таможни США опровергли заявления менеджеров группы, объяснив, что группа не смогла попасть в страну из-за отсутствия разрешения выступать. Увидев содержимое багажа группы, таможенники поняли, что группа приехала выступать, в то время как соответствующей визы у них не было. Так же таможня официально опровергла, что группа была «задержана» на 15 часов, отметив, что девушек отправили в Корею первым возможным рейсом той же авиакомпании, с помощью которой они прилетели.

### 2016–2017:Pink Ocean,Windy Day,Listen to My Word, первый сольный концертSummer Fairytale, хиатус и уход ДжинИ иColoring Book

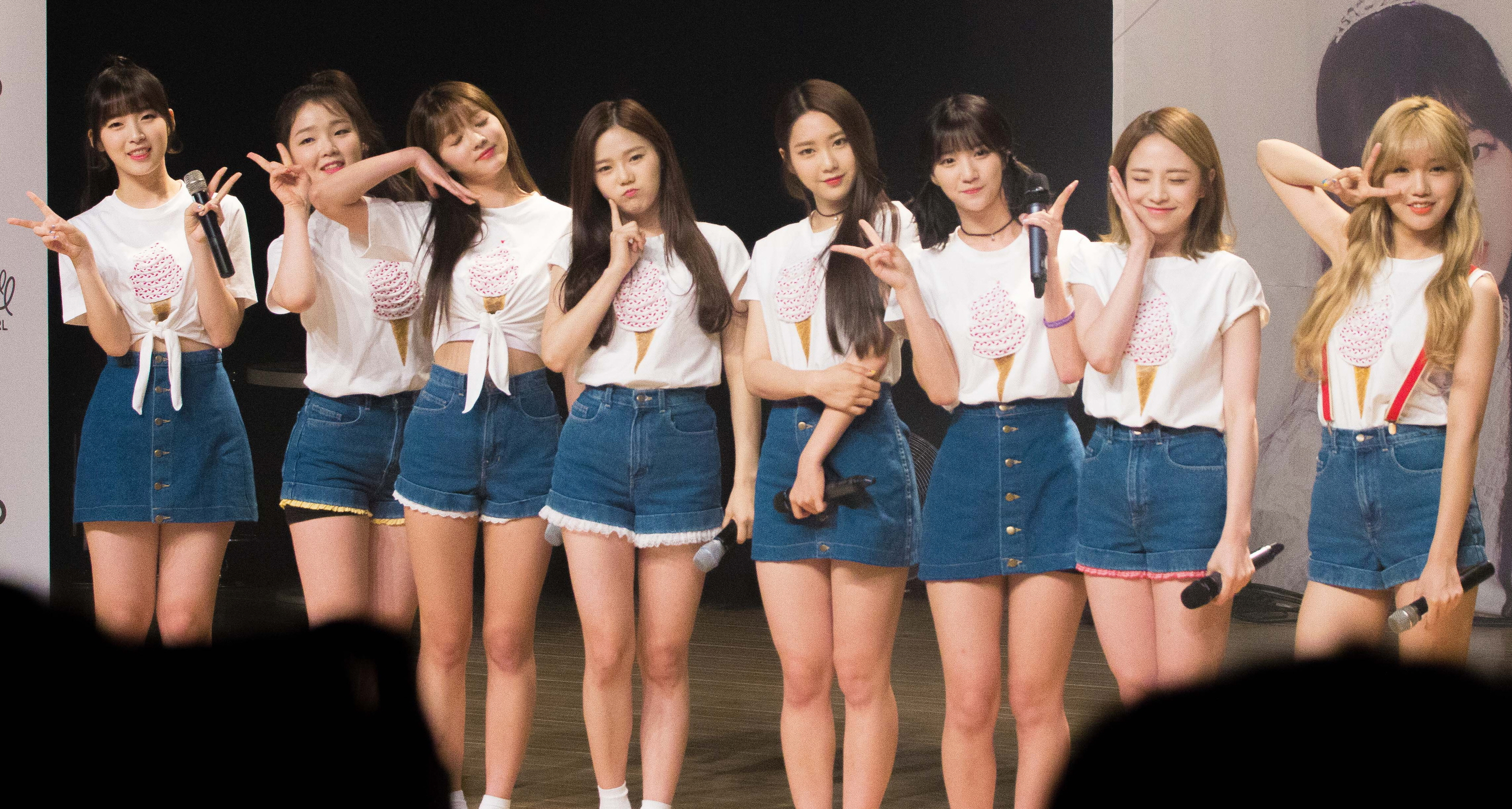
Oh My Girl на фан-встресе Miracle Day в июле 2016

Третий мини-альбом Oh My Girl Pink Ocean был выпущен 28 марта 2016 года вместе с клипом на заглавную песню «Liar Liar». В тот же день было объявлено официальное название фандома группы: «Miracle». На музыкальных шоу группа выступала с песнями «Liar Liar» и «Step by Step».
26 мая 2016 альбом Pink Ocean был переиздан под названием Windy Day. В альбом вошли 2 новые песни: Windy Day и «Stupid in Love», а также китайская версия «Liar Liar». 1 августа был выпущен специальный летний альбом Listen to My Word, в который вошли 4 песни-ремейка.
20 августа Oh My Girl провели свой первый сольный концерт «Summer Fairytale» в Сеуле. Билеты на концерт были распроданы за три минуты, что стало рекордом для группы-новичка.
25 августа компания WM Entertainment объявила о том, что ДжинИ временно приостановит своё участие в деятельности группы из-за анорексии. Группа продолжила деятельность с семью участницами.
13 марта было объявлено, что новый альбом группы выйдет в апреле. Также было объявлено, что ДжинИ не примет участие в продвижении альбома, продолжая лечение. Компания WM Entertainment также сообщила, что состояние ДжинИ значительно улучшилось, и что их приоритетом является полное восстановление. Пятый мини-альбом группы Coloring Book был выпущен 3 апреля вместе с клипом на одноимённую заглавную песню.
30 октября WM Entertainment подтвердил, что из-за продолжающихся проблем со здоровьем контракт ДжинИ с компанией был расторгнут, и она официально покинула группу.

### 2018:Secret Garden, первый саб-юнит иRemember Me

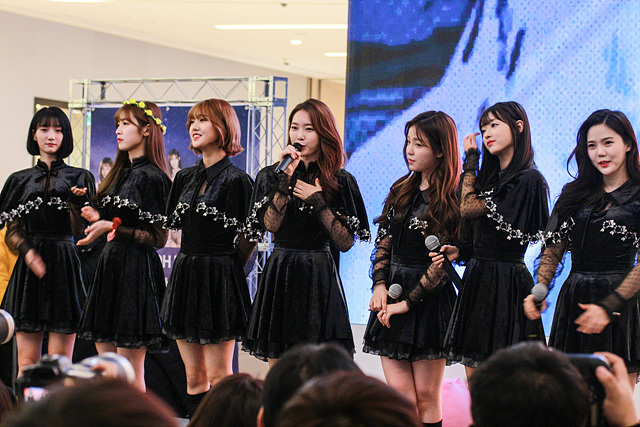
Oh My Girl в январе 2018 года.

23 декабря 2017 года WM Entertainment объявил о возвращении группы 9 января с пятым мини-альбомом Secret Garden. Oh My Girl провели свой второй сольный концерт под названием Oh My Girl's Secret Garden. Билеты были доступны для покупки 28 декабря и были распроданы в течение двух минут, доказав свою популярность, полностью распродав концерт с прошлого года.  Шестидневный концерт состоялся с 22 по 26 января в зале Shinsegae Mesa в Сеуле. 23 января Oh My Girl выиграли свою первую награду на The Show и вторую награду на Show Champion 24 января с «Secret Garden».
2 апреля дебютировали официальный саб-юнит группы Oh My Girl Banana с заглавным треком «Banana Allergy Monkey» в состав вошли три участницы Хёджон, Бинни и Арин.
В июне группа подписала контракт с звукозаписывающей компанией Ariola Japan, лейблом Sony Music Japan. Саб-юнит Banhana дебютировали в августе с японской версией Banana Allergy Monkey.
24 августа WM Entertainment подтвердили, что группа вернется в Корею. Oh My Girl выпустили шестой мини-альбом, Remember Me, 10 сентября вместе с одноимённым треком. 20 и 21 октября состоялся 2-й концерт группы Fairy Tales.

### 2019: Японский альбом,The Fifth Season,Fall In LoveиQueendom
Oh My Girl начали год с их первого японского дебютного концертного тура, 4-6 января 2019 года в Фукуоке, Осаке и Токио. 9 января группа выпустила свой дебютный японский альбом, как целая группа. Дебютный альбом Oh My Girl Japan дебютировал под номером 1 в ежедневном альбомном чарте Oricon 8 января 2019 года, продав 9 383 физических копии. Он возглавил Billboard Japan Top Albums Sales, который продал 20 041 копий, и достиг номера 4 на Billboard Japan Hot Albums.
20 апреля WM entertainment подтвердил возвращение на фанмитинге группы. Официально они вернутся 8 мая со студийным альбомом. 8 мая они выпустили свой первый корейский студийный альбом The Fifth Season, наряду с его ведущим синглом «The Fifth Season (SSFWL)».
3 июля Oh My Girl выпустили свой второй японский альбом под названием Oh My Girl Japan 2nd Album. 30 июля WM Entertainment подтвердил, что группа вернется 5 августа с летним специальным альбомом. Альбом Fall In Love переиздание их первого студийного альбома, был выпущен 5 августа вместе с музыкальным видео для ведущего сингла «Bungee (Fall In Love)».
Начиная с августа Oh My Girl участвствовали в реалити-шоу Queendom. В первом раунде они исполнили «Secret Garden» и финишировали на третьем месте. Затем во втором туре группа победила песню «Destiny» Lovelyz, заняв первое место, Эта обложка была позже выпущена как сингл 20 сентября. В третьем туре они исполнили ремикс на свою песню «Twilight», снова заняв первое место, она также была выпущена как сингл. 25 октября Oh My Girl выпустили сингл под названием «Guerilla» в рамках Queendom Final Comeback. На шоу Oh My Girl заняли второе место, после Mamamoo.

### 2020:EternallyиNonstop
8 января 2020 года Oh My Girl выпустили третий японский студийный альбом Eternally с четырьмя новыми песнями: «Eternally», «Precious Moment», «Fly to the Sky» и «Polaris».
27 апреля группа выпустила седьмой мини-альбом Nonstop с одноимённым заглавным треком.
В течение трех месяцев подряд Oh My Girl выпускали японские релизы. Первым выпуском была японская версия «Nonstop», которая была выпущена в цифровом виде на нескольких платформах 29 июня. Примерно через месяц после этого 27 июля в цифровом виде был выпущен второй релиз, японский сингл «Lemonade. Третий релиз, японский сингл «Tear Rain», был выпущен в цифровом виде на всех музыкальных платформах 24 августа.
На церемонии вручения премии Soribada Best K-Music Awards 2020, которая состоялась 13 августа 2020 года, Oh My Girl получили награду Бонсан.
16 августа Oh My Girl выпустили совместный сингл с  Пингвинёнок Пороро под названием «Supadupa», а также версию оригинального саундтрека «Barabam». 
21 августа был выпущен сингл «Rocket Ride», при участии Киана Сильва и Mougleta.
23 сентября Oh My Girl объявили на своем японском сайте, что 25 ноября они выпустят свой первый японский сингл «Etoile / Nonstop Japanese ver.». Сингл содержит три предыдущих цифровых релиза, которые были показаны за последние три месяца: «Nonstop (Japanese ver.), «Lemonade» и «Tear Rain», а также новый сингл «Etoile», который был выпущен в цифровом виде на музыкальных платформах 8 октября 2020 года. Будет четыре версии сингла, каждая из которых будет содержать свой инструментальный трек. Кроме того, будет выпущено специальное Аниме-издание, которое будет содержать английскую версию «Etoile». 15 октября корейская версия «Etoile» была выпущена в цифровом виде на всех музыкальных платформах.

### 2021—н.в:Dear OHMYGIRL,Real Love, иOh My Girl Best

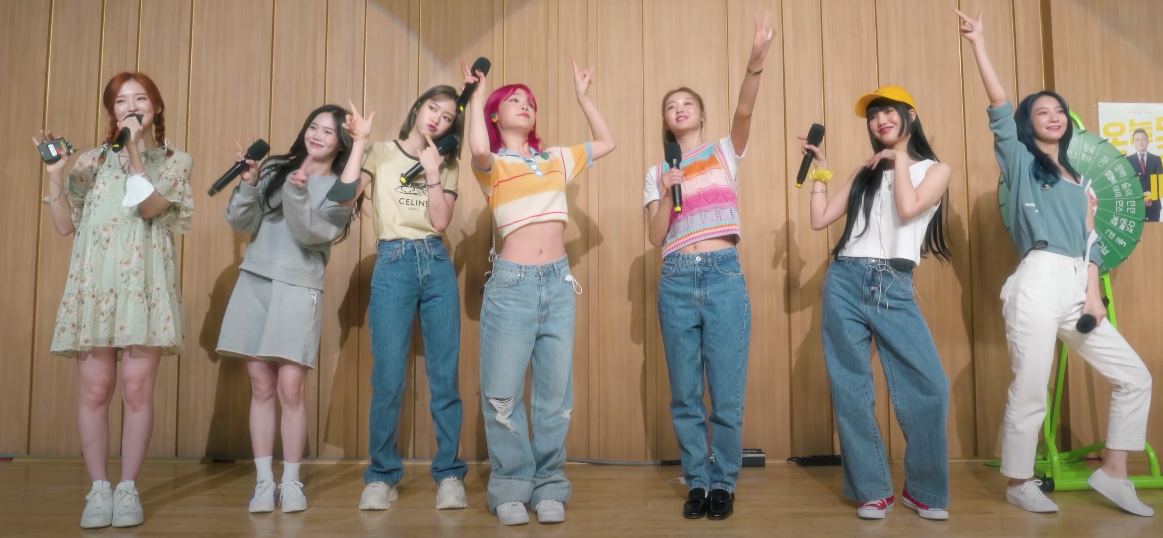
Oh My Girl в мае 2021 года.

16 апреля WM Entertainment объявила, что Oh My Girl вернется с новым альбомом в начале мая. Их восьмой мини-альбом Dear OhMyGirl вышел 10 мая вместе с ведущим синглом «Dun Dun Dance». Сингл достиг вершины цифрового чарта Gaon, став первым хит-парадом группы.
14 июля Oh My Girl анонсировали свой второй японский сингл «Dun Dun Dance Japanese ver.», который был выпущен 22 сентября
23 декабря Oh My Girl выпустила рекламный сингл «Shark» через Universe Music для мобильного приложения Universe.
19 января 2022 года WM Entertainment объявили, что Бинни сменит свой сценический псевдоним на Юбин.
24 февраля Oh My Girl объявили, что 30 марта они выпустят свой японский сборник Oh My Girl Best.
7 марта WM Entertainment объявили, что Oh My Girl выпустят свой второй корейский студийный альбом Real Love 28 марта.
9 мая стало известно, что Джихо решила не продлевать контракт с WM Entertainment и стать свободным артистом. Позже это было подтверждено, заявив, что она также покинет группу, и Oh My Girl будут продвигаться в составе шести участниц.

## Участницы
| Сценический псевдоним | Сценический псевдоним | Настоящее имя | Настоящее имя | Дата рождения | Позиция в группе                                |
| Основной              | Другой                | На русском    | Хангыль       | Дата рождения | Позиция в группе                                |
| --------------------- | --------------------- | ------------- | ------------- | ------------- | ----------------------------------------------- |
| Хёджон                | Hyojung               | Чхве Хё Джон  | 최효정        | 28.07.1994    | Лидер, главная вокалистка                       |
| Мими                  | Mimi                  | Ким Ми Хён    | 김미현        | 01.05.1995    | Главный танцор, главный рэпер, вокалистка       |
| Юа                    | Yooa                  | Ю Ши А        | 유시아        | 17.09.1995    | Главный танцор, ведущая вокалистка, лицо группы |
| Сынхи                 | Seunghee              | Хён Сын Хи    | 현승희        | 25.01.1996    | Главная вокалистка                              |
| Юбин                  | Yubin                 | Бэ Ю Бин      | 배유빈        | 09.09.1997    | Вокалистка                                      |
| Арин                  | Arin                  | Чхве Йе Вон   | 최예원        | 18.06.1999    | Ведущий танцор, вокалистка, макнэ, вижуал       |

### Бывшие участницы
| Сценический псевдоним | Сценический псевдоним | Настоящее имя | Настоящее имя | Дата рождения | Позиция в группе                   |
| Основной              | Другой                | На русском    | Хангыль       | Дата рождения | Позиция в группе                   |
| --------------------- | --------------------- | ------------- | ------------- | ------------- | ---------------------------------- |
| ДжинИ                 | Jine                  | Ши Хе Джин    | 신혜진        | 22.01.1995    | Саб-вокалистка                     |
| Джихо                 | Jiho                  | Ким Джи Хо    | 김지호        | 04.04.1997    | Ведущая вокалистка, ведущий танцор |

## Дискография
| Корейские альбомы Студийные альбомы The Fifth Season (2019) Real Love (2022) Мини-альбомы Oh My Girl (2015) Closer (2015) Pink Ocean (2016) Coloring Book (2017) Secret Garden (2018) Remember Me (2018) Nonstop (2020) Dear OhMyGirl (2021) | Японские альбомы Студийные альбомы Oh My Girl Japan Debut Album (2019) Oh My Girl Japan 2nd Album (2019) Oh My Girl Japan 3rd Album 'Eternally' (2020) |  |

## Фильмография
- Oh My Girl Cast (MBC Music, 2015)
- Found You! Oh My Girl  (Naver TV Cast, 2016)
- Oh My Girl Miracle Expedition (HeyoTV, 2018)
- Queendom (Mnet, 2019)

## Туры и концерты
Хэдлайнеры туры
- Oh My Girl 1st Fan Concert in Asia (2018)[63]
- Oh My Girl Japan Debut Commemoration Live Tour (2019)[64]
- Oh My Girl First U.S. Tour (2019)[65]
- Oh My Girl 1st Tour in Brazil (2019)[66]
- Oh My Girl Zepp Live Tour (2019)[67]

### Хэдлайнеры концерты
- Oh My Girl 1st Concert "Summer Fairy Tales" (2016)[68]
- Oh My Girl's Secret Garden (2018)[69]
- Oh My Girl 2nd Concert "Fall Fairy Tales" (2018)[26]

### Шоукейсы
- Oh My Girl Banhana Japan Debut Showcase Live (2018)[70]

## Награды и номинации

### Gaon Chart K-Pop Awards
| Год  | Категория    | Работа     | Результат |
| ---- | ------------ | ---------- | --------- |
| 2015 | Новичок года | Oh My Girl | Номинация |

### Melon Music Awards
| Год  | Категория           | Работа     | Результат |
| ---- | ------------------- | ---------- | --------- |
| 2015 | Лучший новый артист | Oh My Girl | Номинация |

### Mnet Asian Music Awards
| Год  | Категория                   | Работа     | Результат |
| ---- | --------------------------- | ---------- | --------- |
| 2015 | Лучший новый женский артист | Oh My Girl | Номинация |
| 2015 | UnionPay Artist of the Year | Oh My Girl | Номинация |

### SBS Power FM Cultwo Show Awards
| Год  | Категория                   | Работа     | Результат |
| ---- | --------------------------- | ---------- | --------- |
| 2015 | Лучший новый женский артист | Oh My Girl | Победа    |

### Golden Disk Awards
| Год  | Категория           | Работа     | Результат |
| ---- | ------------------- | ---------- | --------- |
| 2016 | Лучший новый артист | Oh My Girl | Номинация |

### Seoul Music Awards
| Год  | Категория            | Работа     | Результат |
| ---- | -------------------- | ---------- | --------- |
| 2016 | Bonsang Award        | «Cupid»    | Номинация |
| 2016 | Лучший новый артист  | Oh My Girl | Номинация |
| 2016 | Popularity Award     | Oh My Girl | Номинация |
| 2016 | Hallyu Special Award | Oh My Girl | Номинация |

### Asia Artist Awards
| Год  | Категория                                 | Работа     | Результат |
| ---- | ----------------------------------------- | ---------- | --------- |
| 2016 | Топ 50 самых популярных артистов (музыка) | Oh My Girl | 44        |